# Hjör de Rogaland
Hjör Jörssursson (nórdico antiguo: Hjǫrr) (n. 726) fue un caudillo vikingo de Noruega, según la saga Hálfs saga ok Hálfsrekka rey de Rogaland, hijo del rey Jösur que murió en un ataque del rey Vikar de Hordaland en venganza por la muerte de su padre, el rey Alrek años atrás en la guerra de Kollsey. Hjör mantuvo la guerra contra Vikar hasta que finalmente llegaron a un acuerdo de paz. Hjör y sus descendientes se llamaron a partir de entonces, reyes de Hordaland, su hijo Hjörleifur kvennsami Hjörsson (Hjǫleifr), y su nieto Hálfur Hjörleifsson (Hálfr) quien es el personaje principal de la saga.